# 8ポンドグリボーバル野砲
8ポンドグリボーバル野砲（仏：Canon de 8 Gribeauval）はフランスが18世紀後半から19世紀前半にかけて使用した、グリボーバル・システムに属する野砲である。
フランス革命戦争およびナポレオン戦争で大いに使用された。しかしながら、最初の実戦での使用例はこれより早く、1780年から1782年にかけてジャン＝バティスト・ド・ロシャンボー将軍が率いるフランス陸軍アメリカ派遣部隊が使用し、特に1781年のヨークタウンの戦いは有名である。
8ポンドグリボーバル野砲の操作には13名が必要で、4頭の馬により牽引された。

## 参考資料
1. ↑   Napoleon's Guns, 1792-1815 - Page 14 by René Chartrand, Ray Hutchins
2. ↑  Napoleon's Guns, 1792-1815 By René Chartrand, Ray Hutchins p.10